# 小川榮太郎
小川 榮太郎（おがわ えいたろう、1967年〈昭和42年〉5月13日 - ）は、日本の自称文芸評論家、実業家。一般社団法人日本平和学研究所理事長、健康食品・雑貨販売会社「株式会社高栄」社長。

## 来歴
千葉県立千葉高等学校、大阪大学文学部美学科（音楽学専攻）、埼玉大学大学院修士課程修了（研究科は不明）。大学院の指導教官は長谷川三千子。専門は近代日本文学、19世紀ドイツ音楽。初期の主な論文は「川端康成の『古都』」など。
大阪大学在学中に文芸同人誌「一粒の麥」を発刊・主宰。
1998年下期、一般社団法人日本経済人懇話会の青年部「青年真志塾」の幹事長に就任。
2012年9月、初の単著『約束の日―安倍晋三試論』が出版される。
2015年8月、初評論集『小林秀雄の後の二十一章』が出版される。
2015年10月、「一般社団法人日本平和学研究所」を設立し、理事長に就任。
2017年12月、フジサンケイグループが主催すlる第18回正論新風賞を受賞。
2018年10月、「天皇の平和 九条の平和 ―安倍時代の論点―」（産経新聞社刊）で第一回アパ日本再興大賞特別賞を受賞。
2019年10月、論文「令和日本――國體が耀く時代をどう作るか」で第12回「真の近現代史観」懸賞論文優秀賞（社会人部門）を受賞。

## 人物

### 歴史的仮名遣
「正しい日本語を残すという意味で大事だと考えているから」として、歴史的仮名遣（正仮名遣い）を用いている。正仮名遣いは800年以上も前（2015年現在）に確立している国語の「論理」であるとして、放置しておくと正仮名遣いは完全に消滅すると予測している。GHQによる占領期に表音主義が導入されたことについては、用言の活用が表記から消えるとして、最終的には政治的な判断で元に戻す必要があると主張している。ただし、寄稿において現代仮名遣いを用いる場合もあり（月刊Hanada等）、書籍においては『小林秀雄の後の二十一章』『フルトヴェングラーとカラヤン』『「保守主義者」宣言』等が正仮名遣いである他は、現代仮名遣いを採用している。

### 文芸批評
『小林秀雄の後の二十一章』（2015年8月 幻冬舎刊）において「小林秀雄の正統な後継者として名乗りをあげ、 文藝批評をとおして精神と言葉の再生に挑む」等と、同書の出版元により紹介されている 。
福田和也著『作家の値うち』(2000年4月 飛鳥新社刊）の出版元の社長から続編の執筆を依頼され、『作家の値うち 令和の超（スーパー）ブックガイド』（2021年12月 飛鳥新社刊）を刊行。前作のスタイルを踏襲し、現役作家（執筆時）の諸作品に点数をつけて批評している。

### クラシック音楽批評
「フルトヴェングラーとカラヤン クラシック音楽に未来はあるのか」（2019年7月 啓文社書房刊）は、「専門の音楽をテーマとした著作は本作が初となる。」と出版元により紹介されている。本書について八幡和郎は、過去に出版されたフルトヴェングラーとカラヤンを題材にした本が、どちらかと言えば「両者の葛藤に関心が偏っていた」のに対し、「本書では、本当にクラシック音楽が好きな人が、音楽を楽しむために論じているという姿勢が好ましく感じられる。」などと評している。

### 講演活動
2015年9月4日、八重洲ブックセンターにおいて「戦後７０年／当時の「言葉」から先の大戦の意味を解き明かす」と題して「なぜ日本が先の大戦を戦ったのか」をテーマに講演を行った。
2015年10月4日、日本会議が主催する「憲法改正を実現する九州大会」におけるシンポジウムで、「政治日程に憲法改正が上がるのは画期的なことで、この好機を逃してはならない」、「平和について、わめいている人たちこそが一番平和にふまじめな人たちであり、堂々と国民に本当の話を浸透させる必要がある」と話した。
2019年8月に旧統一教会系『世界日報』の読者でつくる「世日クラブ」で講演。「令和という時代に、私たちが存続できるのかどうか、正直に言うと現状では滅びる。日本は確実に終わると１００％断言できる。そのくらい厳しいところに追い込まれている」などと日本の現状を分析した
2022年6月28日、札幌なにかができる経済人ネットワーク主催の講演会で、「新型コロナウイルスにより脆弱化した経済社会と日本の精神を取り戻し、ロシア防衛に最も危機管理を必要とする北海道の地で政治・外交・防衛・文化を長年安倍政権で政治中枢に関与してきた小川榮太郎氏が論じます」（主催団体）との趣旨で講演を行った。

### 安倍晋三との関係
2011年12月6日、一般社団法人日本経済人懇話会の青年部「青年真志塾」はシンポジウム「強い『経済』、美しい国『日本』」を永田町の星陵会館で開催し、安倍晋三が基調講演を行った。旧統一教会（現・世界平和統一家庭連合）の元幹部であり世界戦略総合研究所の所長を務める阿部正寿（阿部は同研究所と旧統一教会との関連を否定し、旧統一教会に批判的な立場をとっている）が共催者として名を連ね、小川は「青年真志塾」幹事長として同シンポジウムを取り仕切った。
2012年2月11日、「青年真志塾」は解散し、独立組織として、安倍首相復活を目指す「創誠天志塾」が新たに設立された。塾長も、生長の家栄える会名誉会長の神谷光徳から小川に引き継がれた。2月14日に開かれた「青年真志塾」の最後の月例会には、安倍の側近と言われた下村博文が講演を行い、世界戦略総合研究所長の阿部と同事務局次長の小林幸司も出席した。
同年4月30日、安倍晋三が約300人の若者と共に高尾山に登るイベントが行われた。妻の安倍昭恵、今井尚哉、長谷川榮一らも同行し、安倍の捲土重来を祈願した。このイベントを世界戦略総合研究所が企画したとする報道があるが、小川は自身の動画で「この高尾山に安倍総理と登ろうという企画は、私がした企画です。そして集めたのは私と、私のところで頑張ってくれていた若者たちです。」とした上で、集まった人はFacebookを通じてや、色々な形での友達同士で参加した人々であったと述べている。
小川はこの頃、安倍を論じた文章を執筆。原稿の存在を知った安倍は幻冬舎社長の見城徹に「小川榮太郎氏が出版を希望している。読んでみてくれないか」と電話。見城はすぐに出版を決め、同年9月4日、小川の初めての単著である『約束の日―安倍晋三試論』が同社から出版された（Amazonなどでは9月3日に発売）。安倍が代表を務める資金管理団体「晋和会」は発売初日の9月3日に紀伊國屋書店新宿本店で300冊を47万2500円で、有隣堂の営業本部ビル（横浜市戸塚町品濃町）で150冊を23万6,250円で購入したとされる。その後の政治資金収支報告書の記載内容から、購入代金は760万円を超え、冊数の合計は6900冊に及ぶことが明らかとされた。安倍が同年12月26日に内閣総理大臣に就任してからも、2013年1月24日には、同じく安倍が代表を務める「自由民主党山口県第四選挙区支部」が紀伊國屋書店新宿本店で同書2000冊を315万円で購入した。一部メディアはこれら大量購入した本が有権者に無料配布された場合は公職選挙法に触れる恐れがあること、この「爆買い」によって都内有力書店で売り上げ1位となり、それを幻冬舎が広告にしたことで、安倍と親しい幻冬舎の見城徹社長も利益を得たことなどを指摘した。
2012年9月5日、三宅久之、長谷川三千子、金美齢、すぎやまこういちなど保守系の著名人28人は「安倍晋三総理大臣を求める民間人有志の会」を発足させた。同日、同団体は安倍の事務所に赴き、出馬要請をした。小川は発起人メンバーには含まれなかったが、グループ結成に参画した。この運動では、安倍を総理に復帰させる戦略を大局から細目へと立案した20ページほどの戦略プランを立て、下村博文を通じて安倍に渡したとされる。
2015年11月11日、東京プリンスホテルの宴会場「マグノリアホール」で、書き下ろし文芸評論集『小林秀雄の後の二十一章』の出版を祝う会が開催された際には、首相に再任された安倍が自民党総裁として出席し挨拶を行なった。
2022年7月8日、安倍は遊説先の奈良市で射殺された。同日、小川は岸田文雄首相と電話で会話し、さらに同月11日にも電話をかけ、「国葬を早く決断しないと、保守が離れる」と進言したと言われている。

### 日本会議との関係
2014年3月29日から30日にかけて、日本会議は千代田区平河町にある海運クラブで理事会と総会を開催。小川は総会に招かれて講演し、「安倍政権の登場で国民世論が正常になりつつある中、いよいよ本丸（注・憲法改正）に向った働きかけが必要である」と語った。講演内容は日本会議の機関誌『日本の息吹』6月号に掲載された。
同年10月1日、日本会議の主導の下、憲法改正を目指す団体「美しい日本の憲法をつくる国民の会」の設立総会が永田町の憲政記念館で開かれた。小川は長谷川三千子や日本会議副会長の田中恆清らとともに代表発起人に名を連ねた。
2023年7月9日、日本会議鹿児島は鹿児島サンロイヤルホテルで、有料のイベント「安倍晋三元総理一周忌メモリアルイベント＆記念講演会」を開催。小川はメイン講師として「日本を取り戻す～安倍元総理の遺志を成し遂げるために」と題した講演を行った。
同年10月29日、日本会議広島の広島中央支部は、支部設立10周年を記念して小川の講演会を開催した。同支部は案内のポスターで小川を「第二次安倍政権の生みの親」と紹介した。
2024年2月11日、日本会議千葉は千葉県教育会館大ホールで「第36回建国記念の日を祝う千葉県民の集い」を開催。小川は記念講演し、「日本の歴史は世界にも例がないほど豊かさがある」「日本の国柄の中核には格調の高い日本語がある」と語った。

### 江藤淳との関係
1998年3月に発表された江藤淳の『南洲残影』を読み、その内容に「痛く失望」したことから、同書を「平成の衰弱と重ねて」、江藤自身の衰弱を晒した仕事であると論じた書評を同人誌に発表し、江藤にその批評を送った。江藤との個人的な面識はなかったが、意外にも江藤から返事が届いた。その文面は次のようなものだったという。「（略）拙著についての御高評は一々もっともと存じます。只今病妻をかかえ、その看病のために病院通いをしております。そのために時間なく、意を盡くせぬことをおわび申上げます。敬具」このやり取りがあって間もなく、1998年暮れに江藤の妻・慶子夫人が死去。翌1999年7月21日、江藤は自宅浴室で手首を切って自殺した。後年の著作の中で、小川は『南洲残影』を「今讀み直せば、深い悲しみの響く、簡潔で實に美しい史書」と評し、かつての評価について「若氣の至り」と回想している。

## 主張

### 憲法改正
日本国憲法は制定過程に根本的な問題があるとしており、GHQによる被占領期に制定されたことを踏まえ「当時の主権者はGHQで、その中身もGHQが英文で起草した」、「憲法は国民が主権者として制定したと宣言している。これは嘘のストーリー」、「本当の主権者が憲法の中身を書いていない事実は重い」として自主憲法制定の必要性を主張している。
その一方で、「現実的には自主憲法制定は難しい」、「逐条改正するほかないが、最優先すべきは9条だ」と指摘。9条については、「不安定な国際社会の中で、国家一番の責務は自衛できるかどうか」、「陸海空軍がなければ自衛はできないのに、憲法には自衛隊の規定すらない」として、「9条2項で『自衛隊を保有する』と明記し、自衛権を行使できるようにしなければならない」と主張。
2014年10月1日に日本会議の主導の下で、憲法改正を目指す団体「美しい日本の憲法をつくる国民の会」が設立された際、小川は代表発起人に名を連ねた。

### 森友学園問題と加計学園問題をめぐる朝日新聞との係争
2017年11月21日、森友学園問題と加計学園問題を記載した小川の著書「徹底検証『森友・加計事件』 ―朝日新聞による戦後最大級の報道犯罪―」について、朝日新聞は、小川と出版元である飛鳥新社に対して、謝罪と損害賠償を求める申入書を送った。朝日新聞の主な主張は、以下の通り。
- 「朝日新聞の報道は『虚報』『捏造』『戦後最大級の報道犯罪』」と、同社に対する取材や、根拠もなく、決め付けたことは名誉棄損である。
- 取材で入手した文書を紙面で報じているにもかかわらず、同書では「安倍の関与を想像させる部分以外は、文書内容をほとんど読者に紹介せず」「『総理の意向』でないことが分かってしまう部分を全て隠蔽して報道し続けた」としている。
- 実際には紙面で報じている当事者の発言等を、同書では「殆ど取材せず、報道もしていない」としている。
- 同書は、「加計学園」報道に関して、朝日新聞がNHK幹部と「密議」や「共謀」して「組織的な情報操作」を行ったと、荒唐無稽な持論を展開し、名誉棄損である。
- 上記主張を主として、具体的箇所に16項目を挙げ、同書に対する反論を述べる。

2017年12月5日、小川は、朝日新聞の申入書に対して、回答書を送った。小川の主な主張は以下の通り。
- 朝日新聞は日本を代表する言論機関であり、法的構成が不可能な言いがかりで一個人を恫喝するのではなく、言論には言論で勝負するべきである。以降の議論は公開討論とし、朝日新聞の紙面において、自分の意見を歪曲することなく、双方の見解と双方の立場の有識者を公平に配分して、充分な質量の検証記事を載せることを求める。
- 朝日新聞の公式窓口や、取材班への公式な取材は、本書の性質上、意味をなさないと考え、取材を行っていない。
- 「捏造」「報道犯罪」とした個別の根拠はなく、「本書全体を通じての証明事項」「自分の意見の要約的表現」である。訂正を要求するならば、本書全部の論理構造の過ちを逆証明することを求める。
- 朝日新聞において、文科省文書は、「総理のご意向」及び「官邸の最高レベルが言っている」の部分を極度にクローズアップし、それ以外の殆どを報じていないことは、記事量比較をすれば容易に証明できる。
- 朝日新聞がNHK幹部と「密議」や「共謀」して「組織的な情報操作」を行ったと、持論を述べている点については、自分の推測であり、そう明記している。
- 上記主張を主として、朝日新聞の16項目の申入れに対して、反論を述べる。

朝日新聞は、小川の回答内容に対して「具体的に問題点を指摘し訂正を求めたが、小川は大半を「自分の『表現』か『意見言明』への苦情に過ぎない」などとして応じず、承服できない」「飛鳥新社も小川任せで、訂正に期待できない」「裁判という公開の場で、同書の誤りを明らかにするしかない」として、2017年12月25日、謝罪広告掲載と5千万円の損害賠償を求めて、小川と飛鳥新社を東京地裁に提訴した。小川は、この提訴について「大企業が恫喝的意図で行う『スラップ訴訟』だ」「大言論機関が裁判に逃げた。言論弾圧であり、自殺行為だ」と非難した。
橋下徹は「言論で挑発しておいて、相手の『訴える権利』を奪うのもおかしい」「裁判、裁判外で徹底的に朝日新聞とやり合い、小川の主張を裁判所に認めさせ、朝日新聞に勝訴したらいいだけ」「スラップ訴訟という概念を用いることこそが、訴える自由を委縮させる圧力になっていることには頭が及ばないようだ」と述べた。
2018年4月11日、東京地裁において、第一回公判が開かれた。
2021年3月10日 東京地裁は「謝罪広告の掲載」請求を認めない一方、題名を含め朝日新聞社が問題視した記述のほぼ全てで「真実性は認められない」と認定し、名誉毀損で小川と飛鳥新社に200万円の支払いを命じる判決を言い渡した。控訴審でも小川と飛鳥新社の名誉毀損が認定された。12月18日、一審判決のまま確定。

### LGBTに対する主張
2018年9月18日に発売された「新潮45」2018年10月号の特集「そんなにおかしいか『杉田水脈』論文」に、「政治は『生きづらさ』という主観を救えない」と題した文章を寄稿した。この特集は、杉田水脈が同雑誌の2018年8月号の寄稿で「LGBTのカップルのために税金を使うことに賛同が得られるものでしょうか。彼ら彼女らは子供を作らない、つまり『生産性』がないのです。」などと述べたことへの批判に反論するものであったが、その中で小川は、SMAGなる造語を掲げ（“サディズム・マゾヒズム・尻フェティシズム、痴漢”の略であると称した）「同性愛は全くの性的嗜好ではないか」「満員電車に乗った時に女の匂いを嗅いだら手が自動的に動いてしまう、そういう痴漢症候群の男の困苦こそ極めて根深ろう。再犯を重ねるのはそれが制御不可能な脳由来の症状だという事を意味する。痴漢が女性を触る権利も社会は保障するべきではないのか」などと記述した。またこの寄稿文の中で小川が「LGBTという概念について私は詳細を知らないし、馬鹿らしくて詳細など知るつもりもないが、性の平等化を盾にとったポストマルクス主義の変種に違いあるまい」と書いたことは、論じる対象についてろくに知ろうともしないまま批判文を綴っていることを自ら明言しているなどとして、複数の記事で批判された。
この小川の寄稿文を含む特集には批判が相次ぎ、発行元の新潮社は9月21日に佐藤隆信社長名義で特集の内容に問題があったことを認めるコメントを発表、続けて9月25日に「新潮45」の休刊を発表した。
この事態を受けて小川は、寄稿文中の「痴漢の権利」に言及した部分については、「私が問題にしたのはLGBT個々の人ではなく、LGBTというカテゴライズの恣意性であり、杉田論文炎上で明らかになったように、LGBTがすでにイデオロギー圧力になっている事態である。該当箇所は、こうした恣意的なイデオロギー圧力を安易に追認すれば、それはついに社会が痴漢やSMを公的に擁護する事態をも否定できなくなるという文脈で語られている。」などと述べている。
寄稿文の中で「性的嗜好」という表記を用いたことについて「『性的嗜好』と『性的指向』は意味が異なる」との批判に対しては、「性的シコウを、指の『指向』と好みの『嗜好』とに分ける議論」には「基本的に反対です」と述べて、その理由として「脳の在り方」等で「物理的にそれを診断することはできない」ことや、「一人の中でも性の意識というものは揺らぐ」との認識等を示している。
「新潮45」の休刊に至る経緯については、「尋常ではない圧力を想定しない限り説明がつかない。早すぎ、一方的すぎ、臆面なさすぎる」「司令塔がなければできない」と述べて、「全く異常な話ではないか」などと批判し、「日本は平成30年9月25日をもって、『言論ファッショ社会』に突入したという事にならぬかどうか―。実に厳しい局面に日本の自由は立たされている。」と述べている。

### 元TBS記者山口敬之の民事裁判
伊藤詩織が元TBS記者山口敬之に性的暴力を受けたと訴えた民事訴訟に関連して、小川は「月刊Hanada」に『伊藤詩織氏を告発する! 性被害者を侮辱した「伊藤詩織」の正体』『【告発! 「伊藤詩織」事件の闇】「伊藤詩織」は性被害者なのか』『【徹底追及『Blak Box』!巨大ネットワークの正体】「伊藤詩織」に群がる面々』と題する記事を連続して寄稿した。また2019年12月19日、一審で勝訴した伊藤の記者会見で小川が質問し、カルテやホテルの画像などを公開すべきと持論を展開。伊藤は、小川が記事において裁判資料をもとに伊藤の下着の情報を記載したことに「公開されたくなかった」と苦言を呈した。
判決後の山口の記者会見には、小川と北口雅章弁護士らが同席し、司会は「月刊Hanada」の花田紀凱編集長が務めた。山口は、小川らを記者会見に同席させた理由について、「たくさんの政治家やメディアが彼女（伊藤）の側について、たくさんの報道を世界中でしている」「（小川は）伊藤さんは嘘をついている、矛盾があると『月刊Hanada』に寄稿してくださった」と話した。

### 放送法遵守を求める視聴者の会
2015年10月26日、「放送法遵守を求める視聴者の会」の呼びかけ人の一人として同会の記者会見に出席し、NHKと民放計6局の平和安全法制の審議に関するテレビ報道のあり方などを批判した。同年11月1日の同会発足時から初代事務局長を兼務。2017年7月12日、事務局長を退任、呼びかけ人は留任。
2018年10月3日、同会事務局は、初代代表呼びかけ人で会に多額の資金提供をしたすぎやまこういちと小川との間に金銭トラブルがあった、小川は事務局長退任以降会とのかかわりがない、などとの見解を表明した。翌10月4日発売の『週刊文春』は、すぎやまと小川両者のコメントを掲載し、紛議は事実だが解決に向けて交渉中であると報じた。2021年9月にすぎやまが没したその後の状況は不明。

## 著作

### 単著
- 『約束の日 ―安倍晋三試論―』幻冬舎、2012年9月4日。ISBN 978-4344022379。2013年7月、幻冬舎文庫
- 『国家の命運 ―安倍政権奇跡のドキュメント―』（2013年、幻冬舎、ISBN 9784344024014）
- 『『永遠の0』と日本人』（2013年12月、幻冬舎新書、ISBN 9784344983328）
- 『最後の勝機（チャンス） ―救国政権の下で、日本国民は何を考え、どう戦うべきか―』（2014年、PHP研究所、ISBN 9784569812786）
- 『一気に読める「戦争」の昭和史 1937-1945』（2015年、ベストセラーズ、ISBN 9784584136676、2018年7月／扶桑社新書、ISBN 9784594079956）
- 『小林秀雄の後の二十一章』（2015年、幻冬舎、ISBN 9784344028067）
- 『天皇の平和 九条の平和 ―安倍時代の論点―』（2017年9月、産経新聞出版、ISBN 9784819113182）
- 『徹底検証「森友・加計事件」 ―朝日新聞による戦後最大級の報道犯罪―』（2017年10月、飛鳥新社Hanada双書、ISBN 9784864105743）
- 『徹底検証 テレビ報道「噓」のからくり』（2017年11月、青林堂、ISBN 9784792606077）
- 『徹底検証 安倍政権の功罪』（2018年9月、悟空出版、ISBN 9784908117527）
- 『真正保守の反論 ―左巻き諸君へ!―』（2019年1月、飛鳥新社、ISBN 9784864106689）
- 『平成記』（2019年5月、青林堂、ISBN 9784792606480)
- 『フルトヴェングラーとカラヤン クラシック音楽に未来はあるのか』（2019年7月、啓文社書房、ISBN 978-4899920656)
- 『國憂ヘテ已マズ』（2020年11月、青林堂、ISBN 978-4792606893）
- 『「保守主義者」宣言』（2021年3月、扶桑社、ISBN 978-4594087777)
- 『作家の値うち　令和の超（スーパー）ブックガイド』（2021年12月、飛鳥新社、ISBN 978-4864108591)
- 『安倍晋三の遺志　日本国民よ、「喪失」を超えて「覚醒」せよ』（2023年1月、かや書房、ISBN 978-4910364247）

### 共著
- 宮崎正弘『保守の原点 ―「保守」が日本を救う―』（2015年、海竜社、ISBN 9784759314090）
- 上念司『テレビ局はなぜ「放送法」を守らないのか ―民主主義の意味を問う―』（2016年7月、ベストセラーズ、ISBN 9784584137291）
- 足立康史『宣戦布告 ―朝日新聞との闘い「モリカケ」裏事情から、在日・風俗・闇利権まで、日本のタブーに斬り込む!―』（2018年3月、徳間書店、ISBN 978-4198645717）
- 杉田水脈『民主主義の敵』（2018年7月、青林堂、ISBN 9784792606282）
- 上久保靖彦『ここまでわかった 新型コロナ』（2020年9月、ワック、ISBN 978-4898318270

## 出演番組

### インターネット放送
- 真相深入り!虎ノ門ニュース（DHCシアター） - 2016年11月3日 - 2017年7月6日※毎月第1週木曜日レギュラー（但し2017年3月は第1週と第3週の2回出演）
- Abema Prime （AbemaTV）2018年9月19日
- みのもんたのよるバズ！「新潮45」休刊へ！拡がる「杉田論文」の波紋（AbemaTV）2018年9月29日
- 平成から令和へ 25時間テレビ AbemaPrime新元号カウントダウンSP（AbemaTV）2019年4月30日